# Ilona Kerekes
Ilona Kerekes (*  25. Oktober 1926 als Ilona Sólyom in Boksánbánya; † vor dem 20. Oktober 2023) war eine ungarische Tischtennisspielerin aus den 1950er Jahren. Sie gewann bei zwei Weltmeisterschaften Silber im Mannschaftswettbewerb, 1960 wurde sie Vizeeuropameister im Einzel.

## Werdegang
Von 1950 bis 1961 nahm Ilona Kerekes an sechs Weltmeisterschaften teil. Hier war sie am erfolgreichsten im Mannschaftswettbewerb, in dem Ungarn 1950 und 1954 das Endspiel erreichte. 1955, 1957 und 1961 wurde das Team Vierter, 1951 Fünfter.
1958 und 1960 wurde Ilona Kerekes für die Europameisterschaften nominiert. 1958 kam sie im Einzel ins Viertelfinale und im Doppel mit Gizella Lantos ins Halbfinale. Zwei Jahre später erreichte sie im Doppel mit Gizella Lantos erneut das Halbfinale, im Einzel holte sie Silber, als sie im Endspiel der Ungarin Éva Kóczián unterlag.
Im Oktober 1955 belegte sie in der ITTF-Weltrangliste Platz 13.

## Turnierergebnisse
| Verband | Veranstaltung       | Jahr | Ort       | Land | Einzel        | Doppel        | Mixed         | Team |
| ------- | ------------------- | ---- | --------- | ---- | ------------- | ------------- | ------------- | ---- |
| HUN     | Europameisterschaft | 1960 | Zagreb    | YUG  | Silber        | Halbfinale    |               |      |
| HUN     | Europameisterschaft | 1958 | Budapest  | HUN  | Viertelfinale | Halbfinale    |               |      |
| HUN     | Weltmeisterschaft   | 1961 | Peking    | CHN  | letzte 16     | letzte 32     | letzte 64     | 4    |
| HUN     | Weltmeisterschaft   | 1957 | Stockholm | SWE  | letzte 16     | letzte 16     | Viertelfinale | 4    |
| HUN     | Weltmeisterschaft   | 1955 | Utrecht   | NED  | letzte 32     | letzte 16     | Viertelfinale | 4    |
| HUN     | Weltmeisterschaft   | 1954 | Wembley   | ENG  | letzte 32     | letzte 16     | letzte 16     | 2    |
| HUN     | Weltmeisterschaft   | 1951 | Wien      | AUT  | letzte 32     | letzte 16     | letzte 64     | 5    |
| HUN     | Weltmeisterschaft   | 1950 | Budapest  | HUN  | letzte 32     | Viertelfinale | letzte 16     | 2    |

Quelle:
Gegen Ende ihrer aktiven Laufbahn absolvierte sie eine Ausbildung zur Tischtennistrainerin, die sie 1964 erfolgreich abschloss und arbeitete im Anschluss als Trainerin.
Sie hatte zwei Schwestern, Erzsébet Sólyom, die Tennisspielerin war und Éva Sólyom, die ebenfalls Tischtennisspielerin war.